# 山民客運

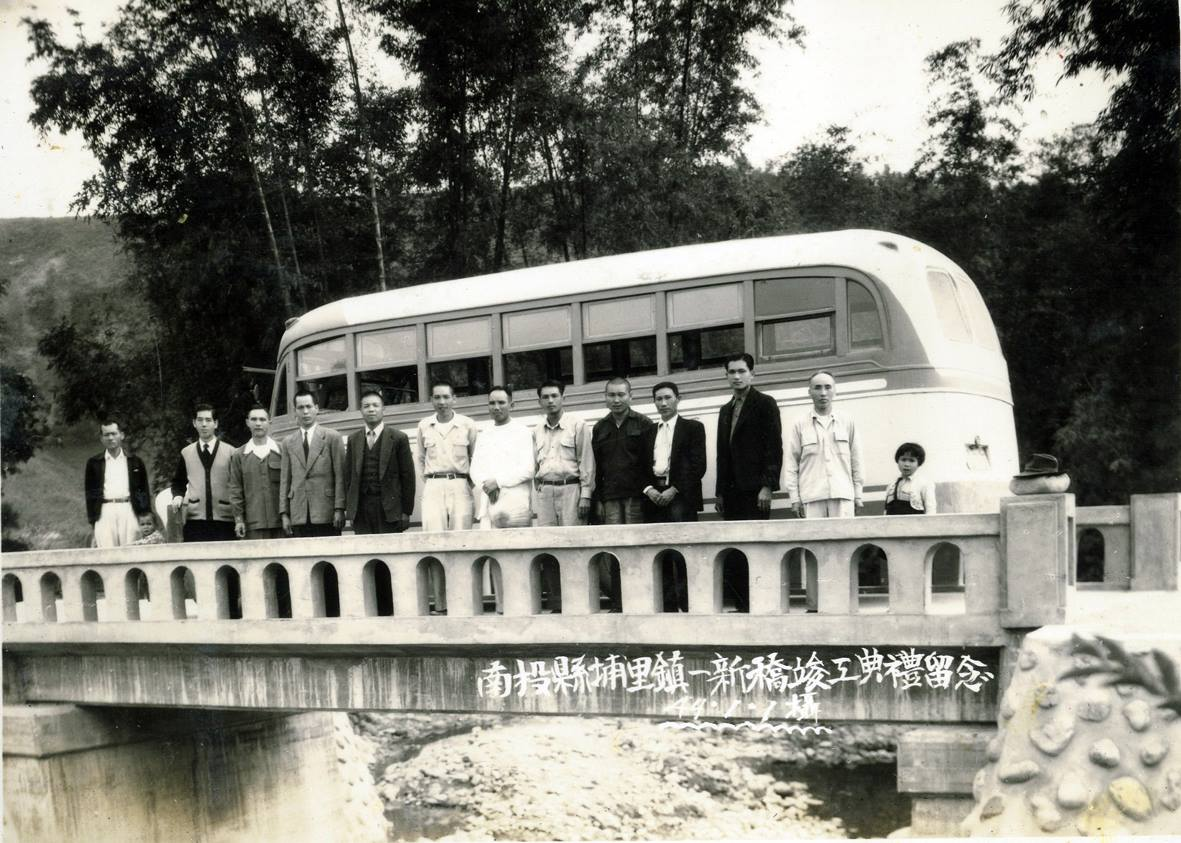
一新橋竣工典禮，埔里鎮長巫重興(左五)與地方人士們特別與一輛山民汽車客運公司的客運車一起合影，慶賀山民客運可以從此通行服務這個鄉間路線，居民出入交通將更便利

山民汽車客運公司，是一家專為埔里地區山區民眾提供交通服務的客運公司，現已改組為南投汽車客運股份有限公司。

## 沿革
山民汽車客運公司成立於1951年(民國40年)。1955年(民國44年)因經營環境惡劣，經營困難，山民客運停止營業；同年，山民客運重新改組後成立南投汽車客運股份有限公司。

## 相關連結
- 埔里地區歷史年表
- 南投客運

## 外部連結
- 埔里影像故事館 - 動態時報相片